# Albert Ghiorso

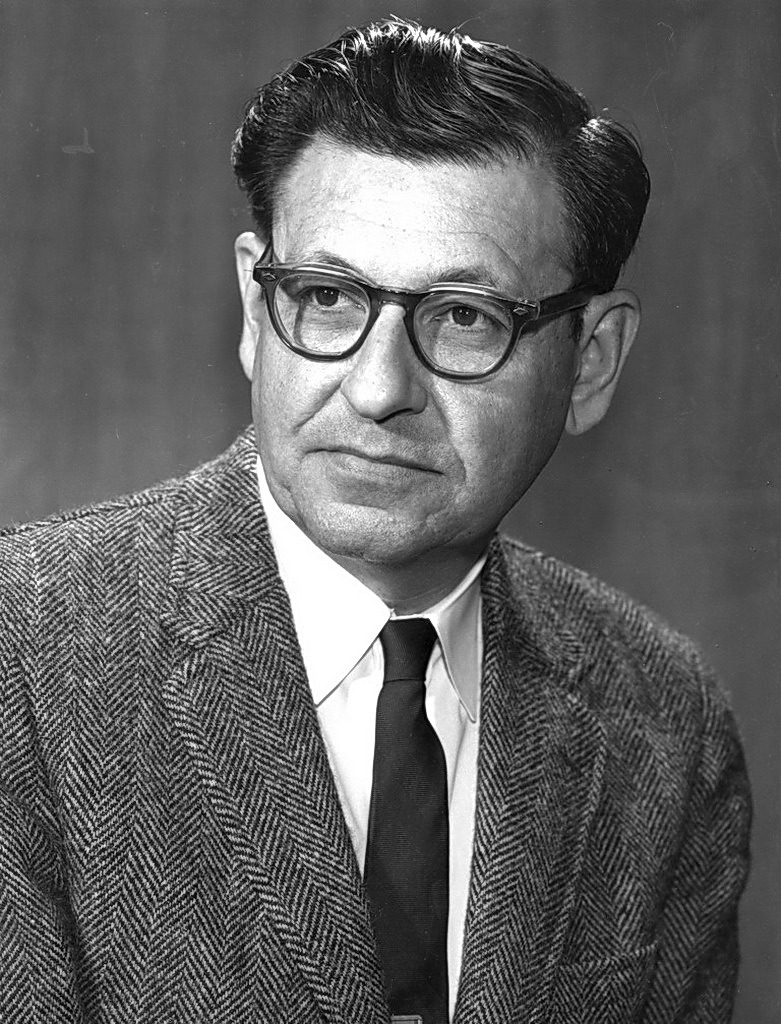
Albert Ghiorso (1970)

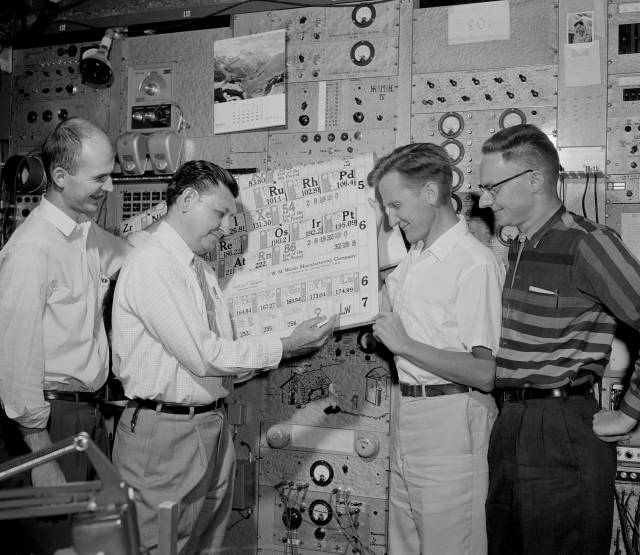
Albert Ghiorso (2. von Links) beim Ergänzen des Periodensystems nach der Entdeckung des Lawrenciums (1961).

Albert Ghiorso (* 15. Juli 1915 in Vallejo, Kalifornien; † 26. Dezember 2010 in Berkeley, Kalifornien) war ein US-amerikanischer Kernphysiker.
Ghiorso erwarb 1937 einen Bachelor of Science in Elektrotechnik und beschäftigte sich mit dem Bau von Geigerzählern. Aufgrund dieser Tätigkeiten wurde er ins Team des Manhattan Project berufen und arbeitete später in der Gruppe von Glenn Seaborg an der Erforschung der Transurane (Ordnungszahl größer als 92).
Ghiorso war – neben Anderen – an der Entdeckung der Transurane mit den Ordnungszahlen 95 bis 106 beteiligt:
- Americium ca. 1945 (Element 95)
- Curium  1944  (Element 96)
- Berkelium 1949 (Element 97)
- Californium 1950 (Element 98)
- Einsteinium 1952 (Element 99)
- Fermium 1953 (Element 100)
- Mendelevium 1955 (Element 101)
- Nobelium 1958/1959 (Element 102)
- Lawrencium 1961 (Element 103)
- Rutherfordium 1969 (Element 104) – eine erste Synthese des Elementes erfolgte 1964 am sowjetischen Kernforschungszentrum bei Dubna
- Dubnium (seit 1997, zuvor Hahnium genannt) 1970 (Element 105) – eine erste Synthese des Elementes erfolgte 1967 ebenfalls am sowjetischen Kernforschungszentrum Dubna, nah bei Moskau
- Seaborgium 1974 (Element 106)

1972 wurde Ghiorso in die American Academy of Arts and Sciences gewählt. 1973 wurde er mit dem American Chemical Society Award for Nuclear Applications in Chemistry ausgezeichnet, 2004 erhielt er den Lifetime Achievement Award der Radiochemistry Society. 1986 wurde er Fellow der American Physical Society.
Ihm zu Ehren sollte das Element 118, Oganesson, Ghiorsium genannt werden. Nachdem bekannt wurde, dass ein Kollege die der Entdeckung zugrunde liegenden Messdaten mutmaßlich gefälscht hatte, musste der Namensvorschlag jedoch zurückgezogen werden.